# Stazione di Ashiya (Hanshin)
La stazione di Ashiya (久寿川駅?, Ashiya-eki) è una fermata ferroviaria della città di Ashiya nella prefettura di Hyōgo in Giappone. Dista 20,2 km ferroviari dal capolinea di Umeda.

## Linee
Ferrovie Hanshin
■ Linea principale Hanshin

## Struttura
La fermata è situata in superficie, anche se una parte dei binari e dei marciapiedi si trova di fatto sul ponte sul fiume Ashiya, ed è costituita da due binari passanti e due marciapiedi laterali, collegati da un sottopassaggio, presso il quale si trova il mezzanino interrato, con la biglietteria e i tornelli di accesso.
| 1 | ■ Linea principale Hanshin | per Amagasaki, Umeda, Ōsaka Namba e Kintetsu Nara |
| 2 | ■ Linea principale Hanshin | per Uozaki, Sannomiya, Akashi e Himeji            |

## Stazioni adiacenti
| «                        | Servizio                                     | »                        |
| Linea principale Hanshin | Linea principale Hanshin                     | Linea principale Hanshin |
| ------------------------ | -------------------------------------------- | ------------------------ |
| Uchide                   | Locale Esp. lim. sezionale                   | Fukae                    |
| Nishinomiya              | Espr. rapido Esp. limitato Esp. lim. diretto | Uozaki                   |